# Tachyusa americana
Tachyusa americana är en skalbaggsart som beskrevs av Thomas Casey 1906. Tachyusa americana ingår i släktet Tachyusa och familjen kortvingar. Inga underarter finns listade i Catalogue of Life.